# Pelurga
Pelurga is een geslacht van vlinders uit de familie van de spanners (Geometridae) en de onderfamilie Larentiinae.

## Soorten
- Pelurga comitata (Linnaeus, 1758) - kajatehoutspanner
- Pelurga lugubris Inoue, 1986
- Pelurga manifesta Inoue, 1986
- Pelurga subalpina Inoue, 1986